# Aéroport international de Nuevo Laredo
L'aéroport international Quetzalcóatl  (Nahuatl : ketsalˈkoːaːtɬ, espagnol : Aeropuerto Internacional Quetzalcóatl, code IATA : NLD • code OACI : MMNL • code DGAC M. : NLD), également connu sous le nom d’Aéroport international de Nuevo Laredo (Aeropuerto Internacional de Nuevo Laredo), est un aéroport international situé à Nuevo Laredo, dans l'État du Tamaulipas, au nord du Mexique. Il est situé près de la frontière américano-mexicaine, en face de Laredo, au Texas, et gère le trafic aérien national et international pour la ville de Nuevo Laredo. Il est exploité par Aeropuertos y Servicios Auxiliares, une société appartenant au gouvernement fédéral.

## Histoire
L’aéroport international de Quetzalcóatl a été nommé en l'honneur de Quetzalcóatl de la religion aztèque, dieu bienfaiteur, considéré comme un chef parmi les divinités, qui reviendrait après son départ pour reprendre l'empire. Mexicana avait des vols réguliers pour Mexico et Guadalajara avant la cessation de ses opérations en 2010.  

## Situation
| \| 500 km1:6 468 000 \| Acapulco Aguascalientes Huatulco Campeche Cancún Chetumal Chihuahua Ciudad · del Carmen Ciudad Juárez Ciudad · Obregón Ciudad · Victoria Colima Cozumel Culiacán Guanajuato Durango Guadalajara Hermosillo Ixtapa · Zihuatanejo La Paz San José · del Cabo Los Mochis Matamoros Mazatlán Mérida Mexicali Mexico B.J. Mexico F.A. Minatitlán Monterrey Morelia Nuevo · Laredo Oaxaca Playa · de Oro Puebla Puerto · Escondido Puerto · Vallarta Querétaro Reynosa San Luis · Potosí Tampico Tapachula Tepic Tijuana Toluca Torreón Tuxtla Gutiérrez Uruapan Veracruz Villahermosa Zacatecas |
| 500 km1:6 468 000 |

## Statistiques
En 2017, l'aéroport a accueilli 78 338 passagers et en 2018, 63 576 passagers.  
Pour des raisons techniques, il est temporairement impossible d'afficher le graphique qui aurait dû être présenté ici.

Voir la requête brute et les sources sur Wikidata.

## Compagnies aériennes et destinations
| Compagnies         | Destinations                        |
| ------------------ | ----------------------------------- |
| Aeroméxico Connect | Mexico-B. Juárez                    |
| Magni              | en saison : Cancún, Puerto Vallarta |

## Voir également
- Liste des aéroports les plus fréquentés au Mexique